# 아이작 버거
이삭 베르거(영어: Issac Berger, 1936년 11월 16일~2022년 6월 7일)는 미국의 전직 역도 선수로 1956년 올림픽에서 금메달을 획득했고 1960년과 1964년 올림픽에서 은메달을 획득했다. 그는 8개의 세계 기록 (4개의 공식과 4개의 비공식)을 세웠고, 전미국 선수권 대회에서 8번 우승했다.
베르거는 예루살렘에서 태어났다. 그는 10대에 미국으로 이주했고, 1955년 12월에 미국 시민으로 귀화했다.
그는 세계 선수권 대회와 팬아메리칸 게임에서 2번 우승했다.
베르거는 1965년에 미국 역도 명예의 전당에 지명되었고, 1980년에 국제 유대인 스포츠 명예의 전당에 지명되었다.